# Emeli Sandé/Auszeichnungen für Musikverkäufe

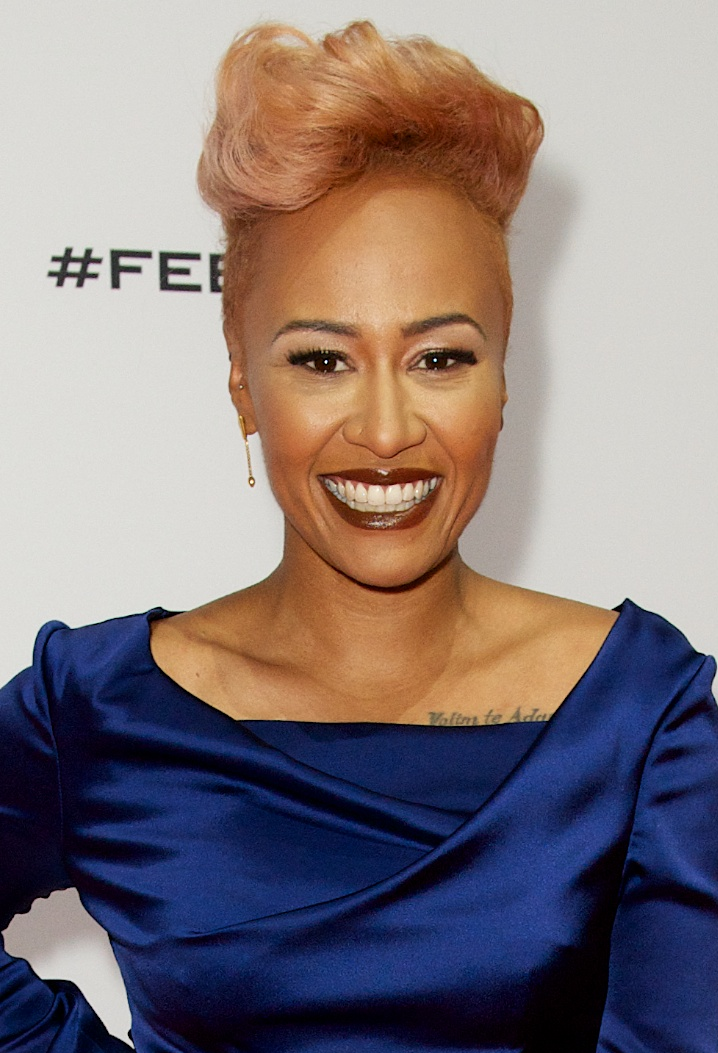
Emeli Sandé (2014)

Dies ist eine Übersicht über die Auszeichnungen für Musikverkäufe der britischen Soul- und R&B-Sängerin Emeli Sandé. Die Auszeichnungen finden sich nach ihrer Art (Gold, Platin usw.), nach Staaten getrennt in alphabetischer Reihenfolge, geordnet sowie nach den Tonträgern selbst in chronologischer Reihenfolge, getrennt nach Medium (Alben, Singles usw.), wieder.

## Auszeichnungen
| - Vereinigtes Königreich - 2016: für die Single Wonder - 2019: für die Single Free - 2020: für die Single Diamond Rings - 2021: für die Autorenbeteiligung Imagination (Gorgon City feat. Katy Menditta) - 2022: für die Single Never Be Your Woman - Australien - 2013: für das Album Our Version of Events - 2013: für die Single Read All About It (Pt. III) - 2013: für die Single My Kind of Love - 2015: für die Single What I Did for Love - Belgien - 2012: für das Album Our Version of Events - 2012: für die Single Next to Me - 2013: für die Single Beneath Your Beautiful - 2013: für die Single Read All About It (Pt. III) - Brasilien - 2024: für die Single Read All About It (Pt. III) - Dänemark - 2013: für das Streaming Read All About It (Pt. III) - 2013: für das Streaming Heaven - Deutschland - 2014: für die Single Beneath Your Beautiful - 2018: für die Single Next to Me - 2018: für die Single What I Did for Love - 2023: für die Single Do They Know It’s Christmas? - Italien - 2012: für die Single Heaven - 2012: für die Single Next to Me - 2014: für das Album Our Version of Events - 2015: für die Single What I Did for Love - 2016: für die Single Read All About It (Pt. III) - 2018: für die Single Do They Know It’s Christmas? - Neuseeland - 2012: für die Single Next to Me - 2024: für das Album Live at the Royal Albert Hall - Österreich - 2013: für die Single Beneath Your Beautiful - 2013: für die Single Read All About It (Pt. III) - Portugal - 2022: für die Single Beneath Your Beautiful - Schweden - 2015: für die Single What I Did for Love - Schweiz - 2012: für die Single Next to Me - 2013: für das Album Our Version of Events - Spanien - 2024: für die Single Read All About It (Pt. III) - Vereinigte Staaten - 2016: für das Album Our Version of Events - Vereinigtes Königreich - 2013: für das Videoalbum Live at the Royal Albert Hall - 2014: für die Single Do They Know It’s Christmas? - 2020: für die Single Bridge over Troubled Water - 2021: für die Single My Kind of Love - 2022: für die Single Hurts | - Australien - 2012: für die Single Read All About It - Dänemark - 2013: für das Streaming Beneath Your Beautiful - 2021: für das Album Our Version of Events - Frankreich - 2012: für das Album Our Version of Events - Neuseeland - 2014: für die Single Free - 2018: für das Album Our Version of Events - 2022: für die Single Read All About It (Pt. III) - Niederlande - 2013: für das Album Our Version of Events - Schweden - 2013: für die Single Beneath Your Beautiful - Schweiz - 2013: für die Single Beneath Your Beautiful - Vereinigte Staaten - 2013: für die Single Next to Me - 2023: für die Single Beneath Your Beautiful - Vereinigtes Königreich - 2015: für die Single Read All About It - 2017: für die Single Clown - 2021: für die Single What I Did for Love - 2022: für die Single Heaven - 2025: für das Album Long Live the Angels - Deutschland - 2018: für das Album Our Version of Events - 2018: für die Single Read All About It (Pt. III) - Australien - 2013: für die Single Next to Me - Europa - 2014: für das Album Our Version of Events - Schweiz - 2013: für die Single Read All About It (Pt. III) - Vereinigtes Königreich - 2022: für die Single Read All About It (Pt. III) - 2023: für die Single Next to Me | - Irland - 2012: für das Album Our Version of Events - Neuseeland - 2016: für die Single Beneath Your Beautiful - Polen - 2021: für die Single Survive - Vereinigtes Königreich - 2023: für die Single Beneath Your Beautiful - Australien - 2015: für die Single Free - Australien - 2013: für die Single Beneath Your Beautiful - Vereinigtes Königreich - 2014: für das Album Our Version of Events |

## Auszeichnungen nach Alben

### Our Version of Events
| Land/Region                  | Auszeichnungen für Musikverkäufe (Land/Region, Auszeichnung, Verkäufe) | Verkäufe    |
| ---------------------------- | ---------------------------------------------------------------------- | ----------- |
| Australien (ARIA)            | Gold                                                                   | 35.000      |
| Belgien (BRMA)               | Gold                                                                   | 15.000      |
| Dänemark (IFPI)              | Platin                                                                 | 20.000      |
| Deutschland (BVMI)           | 3× Gold                                                                | 300.000     |
| Europa (IFPI)                | 2× Platin                                                              | (2.000.000) |
| Frankreich (SNEP)            | Platin                                                                 | 100.000     |
| Irland (IRMA)                | 3× Platin                                                              | 45.000      |
| Italien (FIMI)               | Gold                                                                   | 25.000      |
| Neuseeland (RMNZ)            | Platin                                                                 | 15.000      |
| Niederlande (NVPI)           | Platin                                                                 | 50.000      |
| Schweiz (IFPI)               | Gold                                                                   | 15.000      |
| Vereinigte Staaten (RIAA)    | Gold                                                                   | 500.000     |
| Vereinigtes Königreich (BPI) | 8× Platin                                                              | 2.400.000   |
| Insgesamt                    | 6× Gold · 18× Platin ·                                                 | 3.520.000   |

### Live at the Royal Albert Hall
| Land/Region       | Auszeichnungen für Musikverkäufe (Land/Region, Auszeichnung, Verkäufe) | Verkäufe |
| ----------------- | ---------------------------------------------------------------------- | -------- |
| Neuseeland (RMNZ) | Gold                                                                   | 7.500    |
| Insgesamt         | 1× Gold ·                                                              | 7.500    |

### iTunes Session
| Land/Region               | Auszeichnungen für Musikverkäufe (Land/Region, Auszeichnung, Verkäufe) | Verkäufe |
| ------------------------- | ---------------------------------------------------------------------- | -------- |
| Vereinigte Staaten (RIAA) | —                                                                      | 5.000    |
| Insgesamt                 | —                                                                      | 5.000    |

### Long Live the Angels
| Land/Region                  | Auszeichnungen für Musikverkäufe (Land/Region, Auszeichnung, Verkäufe) | Verkäufe |
| ---------------------------- | ---------------------------------------------------------------------- | -------- |
| Vereinigtes Königreich (BPI) | Platin                                                                 | 300.000  |
| Insgesamt                    | 1× Platin ·                                                            | 300.000  |

### Real Life
| Land/Region                  | Auszeichnungen für Musikverkäufe (Land/Region, Auszeichnung, Verkäufe) | Verkäufe |
| ---------------------------- | ---------------------------------------------------------------------- | -------- |
| Vereinigtes Königreich (BPI) | —                                                                      | 7.650    |
| Insgesamt                    | —                                                                      | 7.650    |

## Auszeichnungen nach Singles

### Diamond Rings
| Land/Region                  | Auszeichnungen für Musikverkäufe (Land/Region, Auszeichnung, Verkäufe) | Verkäufe |
| ---------------------------- | ---------------------------------------------------------------------- | -------- |
| Vereinigtes Königreich (BPI) | Silber                                                                 | 200.000  |
| Insgesamt                    | 1× Silber ·                                                            | 200.000  |

### Never Be Your Woman
| Land/Region                  | Auszeichnungen für Musikverkäufe (Land/Region, Auszeichnung, Verkäufe) | Verkäufe |
| ---------------------------- | ---------------------------------------------------------------------- | -------- |
| Vereinigtes Königreich (BPI) | Silber                                                                 | 200.000  |
| Insgesamt                    | 1× Silber ·                                                            | 200.000  |

### Heaven
| Land/Region                  | Auszeichnungen für Musikverkäufe (Land/Region, Auszeichnung, Verkäufe) | Verkäufe |
| ---------------------------- | ---------------------------------------------------------------------- | -------- |
| Italien (FIMI)               | Gold                                                                   | 15.000   |
| Vereinigtes Königreich (BPI) | Platin                                                                 | 600.000  |
| Insgesamt                    | 1× Gold · 1× Platin ·                                                  | 615.000  |

### Read All About It
| Land/Region                  | Auszeichnungen für Musikverkäufe (Land/Region, Auszeichnung, Verkäufe) | Verkäufe |
| ---------------------------- | ---------------------------------------------------------------------- | -------- |
| Australien (ARIA)            | Platin                                                                 | 70.000   |
| Vereinigtes Königreich (BPI) | Platin                                                                 | 600.000  |
| Insgesamt                    | 2× Platin ·                                                            | 670.000  |

### Next to Me
| Land/Region                  | Auszeichnungen für Musikverkäufe (Land/Region, Auszeichnung, Verkäufe) | Verkäufe  |
| ---------------------------- | ---------------------------------------------------------------------- | --------- |
| Australien (ARIA)            | 2× Platin                                                              | 140.000   |
| Belgien (BRMA)               | Gold                                                                   | 15.000    |
| Deutschland (BVMI)           | Gold                                                                   | 150.000   |
| Frankreich (SNEP)            | —                                                                      | 58.300    |
| Italien (FIMI)               | Gold                                                                   | 15.000    |
| Neuseeland (RMNZ)            | Gold                                                                   | 7.500     |
| Schweiz (IFPI)               | Gold                                                                   | 15.000    |
| Vereinigte Staaten (RIAA)    | Platin                                                                 | 1.001.000 |
| Vereinigtes Königreich (BPI) | 2× Platin                                                              | 1.200.000 |
| Insgesamt                    | 5× Gold · 5× Platin ·                                                  | 2.601.800 |

### Read All About It (Pt. III)
| Land/Region                  | Auszeichnungen für Musikverkäufe (Land/Region, Auszeichnung, Verkäufe) | Verkäufe  |
| ---------------------------- | ---------------------------------------------------------------------- | --------- |
| Australien (ARIA)            | Gold                                                                   | 35.000    |
| Belgien (BRMA)               | Gold                                                                   | 15.000    |
| Brasilien (PMB)              | Gold                                                                   | 30.000    |
| Deutschland (BVMI)           | 3× Gold                                                                | 450.000   |
| Frankreich (SNEP)            | —                                                                      | 115.600   |
| Italien (FIMI)               | Gold                                                                   | 25.000    |
| Neuseeland (RMNZ)            | Platin                                                                 | 30.000    |
| Österreich (IFPI)            | Gold                                                                   | 15.000    |
| Schweiz (IFPI)               | 2× Platin                                                              | 60.000    |
| Spanien (Promusicae)         | Gold                                                                   | 30.000    |
| Vereinigtes Königreich (BPI) | 2× Platin                                                              | 1.200.000 |
| Insgesamt                    | 7× Gold · 6× Platin ·                                                  | 2.005.600 |

### My Kind of Love
| Land/Region                  | Auszeichnungen für Musikverkäufe (Land/Region, Auszeichnung, Verkäufe) | Verkäufe |
| ---------------------------- | ---------------------------------------------------------------------- | -------- |
| Australien (ARIA)            | Gold                                                                   | 35.000   |
| Vereinigtes Königreich (BPI) | Gold                                                                   | 400.000  |
| Insgesamt                    | 2× Gold ·                                                              | 435.000  |

### Beneath Your Beautiful
| Land/Region                  | Auszeichnungen für Musikverkäufe (Land/Region, Auszeichnung, Verkäufe) | Verkäufe  |
| ---------------------------- | ---------------------------------------------------------------------- | --------- |
| Australien (ARIA)            | 5× Platin                                                              | 350.000   |
| Belgien (BRMA)               | Gold                                                                   | 15.000    |
| Deutschland (BVMI)           | Gold                                                                   | 150.000   |
| Neuseeland (RMNZ)            | 3× Platin                                                              | 90.000    |
| Österreich (IFPI)            | Gold                                                                   | 15.000    |
| Portugal (AFP)               | Gold                                                                   | 5.000     |
| Schweden (IFPI)              | Platin                                                                 | 40.000    |
| Schweiz (IFPI)               | Platin                                                                 | 30.000    |
| Vereinigte Staaten (RIAA)    | Platin                                                                 | 1.000.000 |
| Vereinigtes Königreich (BPI) | 3× Platin                                                              | 1.800.000 |
| Insgesamt                    | 4× Gold · 14× Platin ·                                                 | 3.495.000 |

### Wonder
| Land/Region                  | Auszeichnungen für Musikverkäufe (Land/Region, Auszeichnung, Verkäufe) | Verkäufe |
| ---------------------------- | ---------------------------------------------------------------------- | -------- |
| Vereinigtes Königreich (BPI) | Silber                                                                 | 200.000  |
| Insgesamt                    | 1× Silber ·                                                            | 200.000  |

### Clown
| Land/Region                  | Auszeichnungen für Musikverkäufe (Land/Region, Auszeichnung, Verkäufe) | Verkäufe |
| ---------------------------- | ---------------------------------------------------------------------- | -------- |
| Vereinigtes Königreich (BPI) | Platin                                                                 | 600.000  |
| Insgesamt                    | 1× Platin ·                                                            | 600.000  |

### Free
| Land/Region                  | Auszeichnungen für Musikverkäufe (Land/Region, Auszeichnung, Verkäufe) | Verkäufe |
| ---------------------------- | ---------------------------------------------------------------------- | -------- |
| Australien (ARIA)            | 4× Platin                                                              | 280.000  |
| Neuseeland (RMNZ)            | Platin                                                                 | 15.000   |
| Vereinigtes Königreich (BPI) | Silber                                                                 | 200.000  |
| Insgesamt                    | 1× Silber · 5× Platin ·                                                | 495.000  |

### Do They Know It’s Christmas?
| Land/Region                  | Auszeichnungen für Musikverkäufe (Land/Region, Auszeichnung, Verkäufe) | Verkäufe |
| ---------------------------- | ---------------------------------------------------------------------- | -------- |
| Deutschland (BVMI)           | Gold                                                                   | 200.000  |
| Italien (FIMI)               | Gold                                                                   | 25.000   |
| Vereinigtes Königreich (BPI) | Gold                                                                   | 526.000  |
| Insgesamt                    | 3× Gold ·                                                              | 751.000  |

### What I Did for Love
| Land/Region                  | Auszeichnungen für Musikverkäufe (Land/Region, Auszeichnung, Verkäufe) | Verkäufe |
| ---------------------------- | ---------------------------------------------------------------------- | -------- |
| Australien (ARIA)            | Gold                                                                   | 35.000   |
| Deutschland (BVMI)           | Gold                                                                   | 200.000  |
| Italien (FIMI)               | Gold                                                                   | 25.000   |
| Schweden (IFPI)              | Gold                                                                   | 20.000   |
| Vereinigtes Königreich (BPI) | Platin                                                                 | 600.000  |
| Insgesamt                    | 4× Gold · 1× Platin ·                                                  | 880.000  |

### Hurts
| Land/Region                  | Auszeichnungen für Musikverkäufe (Land/Region, Auszeichnung, Verkäufe) | Verkäufe |
| ---------------------------- | ---------------------------------------------------------------------- | -------- |
| Vereinigtes Königreich (BPI) | Gold                                                                   | 400.000  |
| Insgesamt                    | 1× Gold ·                                                              | 400.000  |

### Bridge over Troubled Water
| Land/Region                  | Auszeichnungen für Musikverkäufe (Land/Region, Auszeichnung, Verkäufe) | Verkäufe |
| ---------------------------- | ---------------------------------------------------------------------- | -------- |
| Vereinigtes Königreich (BPI) | Gold                                                                   | 400.000  |
| Insgesamt                    | 1× Gold ·                                                              | 400.000  |

### Survive
| Land/Region  | Auszeichnungen für Musikverkäufe (Land/Region, Auszeichnung, Verkäufe) | Verkäufe |
| ------------ | ---------------------------------------------------------------------- | -------- |
| Polen (ZPAV) | 3× Platin                                                              | 150.000  |
| Insgesamt    | 3× Platin ·                                                            | 150.000  |

## Auszeichnungen nach Videoalben

### Live at the Royal Albert Hall
| Land/Region                  | Auszeichnungen für Musikverkäufe (Land/Region, Auszeichnung, Verkäufe) | Verkäufe |
| ---------------------------- | ---------------------------------------------------------------------- | -------- |
| Vereinigtes Königreich (BPI) | Gold                                                                   | 25.000   |
| Insgesamt                    | 1× Gold ·                                                              | 25.000   |

## Auszeichnungen nach Autorenbeteiligungen

### Imagination (Gorgon Cityfeat.Katy Menditta)
| Land/Region                  | Auszeichnungen für Musikverkäufe (Land/Region, Auszeichnung, Verkäufe) | Verkäufe |
| ---------------------------- | ---------------------------------------------------------------------- | -------- |
| Vereinigtes Königreich (BPI) | Silber                                                                 | 200.000  |
| Insgesamt                    | 1× Silber ·                                                            | 200.000  |

## Auszeichnungen nach Musikstreamings

### Heaven
| Land/Region     | Auszeichnungen für Musikverkäufe (Land/Region, Auszeichnung, Verkäufe) | Verkäufe |
| --------------- | ---------------------------------------------------------------------- | -------- |
| Dänemark (IFPI) | Gold                                                                   | 900.000  |
| Insgesamt       | 1× Gold ·                                                              | 900.000  |

### Read All About It (Pt. III)
| Land/Region     | Auszeichnungen für Musikverkäufe (Land/Region, Auszeichnung, Verkäufe) | Verkäufe |
| --------------- | ---------------------------------------------------------------------- | -------- |
| Dänemark (IFPI) | Gold                                                                   | 900.000  |
| Insgesamt       | 1× Gold ·                                                              | 900.000  |

### Beneath Your Beautiful
| Land/Region     | Auszeichnungen für Musikverkäufe (Land/Region, Auszeichnung, Verkäufe) | Verkäufe  |
| --------------- | ---------------------------------------------------------------------- | --------- |
| Dänemark (IFPI) | Platin                                                                 | 1.800.000 |
| Insgesamt       | 1× Platin ·                                                            | 1.800.000 |

## Statistik und Quellen
| Land/RegionAuszeichnungen für Musikverkäufe (Land/Region, Auszeichnungen, Verkäufe, Quellen) | Silber     | Gold       | Platin       | Verkäufe    | Quellen                           |
| -------------------------------------------------------------------------------------------- | ---------- | ---------- | ------------ | ----------- | --------------------------------- |
| Australien (ARIA)                                                                            | —          | 4× Gold4   | 12× Platin12 | 980.000     | aria.com.au                       |
| Belgien (BRMA)                                                                               | —          | 4× Gold4   | —            | 60.000      | ultratop.be                       |
| Brasilien (PMB)                                                                              | —          | Gold1      | —            | 30.000      | pro-musicabr.org.br               |
| Dänemark (IFPI)                                                                              | —          | 2× Gold2   | 2× Platin2   | 20.000      | ifpi.dk                           |
| Deutschland (BVMI)                                                                           | —          | 6× Gold6   | 2× Platin2   | 1.450.000   | musikindustrie.de                 |
| Europa (IFPI)                                                                                | —          | —          | 2× Platin2   | (2.000.000) | ifpi.org                          |
| Frankreich (SNEP)                                                                            | —          | —          | Platin1      | 273.900     | snepmusique.com                   |
| Irland (IRMA)                                                                                | —          | —          | 3× Platin3   | 45.000      | irishcharts.ie                    |
| Italien (FIMI)                                                                               | —          | 6× Gold6   | —            | 130.000     | fimi.it                           |
| Neuseeland (RMNZ)                                                                            | —          | 2× Gold2   | 6× Platin6   | 165.000     | aotearoamusiccharts.co.nz NZ2 NZ3 |
| Niederlande (NVPI)                                                                           | —          | —          | Platin1      | 50.000      | nvpi.nl                           |
| Österreich (IFPI)                                                                            | —          | 2× Gold2   | —            | 30.000      | ifpi.at                           |
| Polen (ZPAV)                                                                                 | —          | —          | 3× Platin3   | 150.000     | olis.pl                           |
| Portugal (AFP)                                                                               | —          | Gold1      | —            | 5.000       | Einzelnachweise                   |
| Schweden (IFPI)                                                                              | —          | Gold1      | Platin1      | 60.000      | sverigetopplistan.se              |
| Schweiz (IFPI)                                                                               | —          | 2× Gold2   | 3× Platin3   | 120.000     | hitparade.ch                      |
| Spanien (Promusicae)                                                                         | —          | Gold1      | —            | 30.000      | elportaldemusica.es               |
| Vereinigte Staaten (RIAA)                                                                    | —          | Gold1      | 2× Platin2   | 2.506.000   | riaa.com                          |
| Vereinigtes Königreich (BPI)                                                                 | 5× Silber5 | 5× Gold5   | 20× Platin20 | 12.058.650  | bpi.co.uk                         |
| Insgesamt                                                                                    | 5× Silber5 | 38× Gold38 | 58× Platin58 |             |                                   |